# Urgleptes melzeri
Urgleptes melzeri är en skalbaggsart som först beskrevs av Gilmour 1959.  Urgleptes melzeri ingår i släktet Urgleptes och familjen långhorningar. Inga underarter finns listade i Catalogue of Life.